# Leão III da Armênia
Leão III (em armênio/arménio:  Լեւոն - Levon), às vezes numerado como Leão II, foi rei do Reino Armênio da Cilícia entre 1269/1270 e 1289. Ele era filho de Hetum I e da rainha Isabel da Arménia e membro da família dos Hetúmidas.

## Primeiros anos

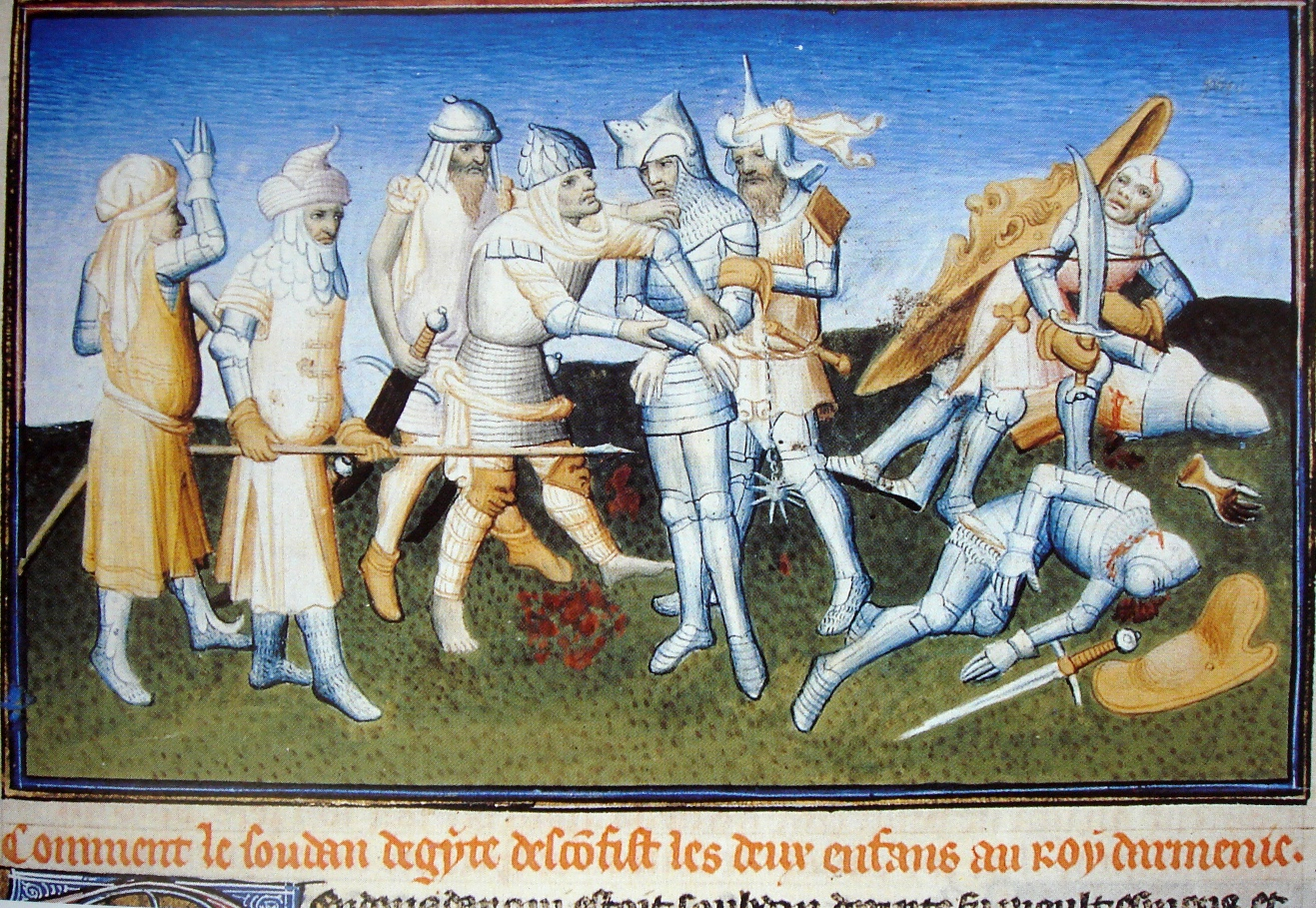
Os mamelucos assassinaram Toros e capturaram Leão no "desastre de Mari" em 1266
Iluminura do Le Livre des Merveilles, do século XV.

Leão nasceu em 1236, herdeiro do rei Hetum I e da rainha Isabel. O casamento dos seus pais havia sido arranjado dez anos antes pelo pai de Hetum, Constantino de Barbaron, que mandou matar o primeiro marido de Isabel para conseguir colocar seu filho como co-governante com ela. Eles tiveram seis filhos, do qual Leão era o primogênito. Uma de suas irmãs era Sibila, que se casou com Boemundo IV de Antioquia, selando a paz entre o reino armênio e o Principado de Antioquia.
Em 1262, Leão se casou com Keran (Kir Ana), a filha do príncipe Hetoum de Lampron. Quatro anos depois, enquanto seu pai estava fora visitando a corte mongol, Leão e seu irmão mais novo, Toros, lutaram para repelir os invasores mamelucos na Batalha de Mari. Toros foi morto em combate e Leão, juntamente com 40 000 outros soldados armênios, foi capturado e preso. Quando o rei Hetoum retornou, foi obrigado a pagar um caro resgate para recuperar o filho, incluindo uma grande soma em dinheiro e várias fortalezas. Ele também foi obrigado a interceder junto ao cã mongol Abaca para conseguir libertar um parente do sultão Baibars.

## Reinado
Hetoum I abdicou em 1269 em nome do filho e entrou para a ordem dos franciscanos, morrendo no ano seguinte. O novo rei, agora chamado de Leão II, era muito piedoso e um devoto cristão. Ele manteve uma ativa agenda comercial com o ocidente renovando os tratados comerciais com os italianos e criando novos com os catalães. Ele também lutou para reforçar a aliança com os mongóis, a quem seu pai havia submetido o reino em 1247.
Em 1271, Marco Polo visitou o porto armênio de Ayas e fez comentários positivos sobre o reinado de Leão e a prosperidade de seu país, embora mencione também que suas forças militares estavam desmoralizadas:
| “ | O rei Leão II mantém a justiça adequadamente em suas terras e é um vassalo dos tártaros. Há muitas cidades e vilas e tudo é abundância. (...) No passado, homens eram corajosos na guerra, mas hoje eles são vis, sem nenhum outro talento exceto beber de forma apropriada | ” |
|   | — Marco Polo, Le Livre des Merveilles. |   |

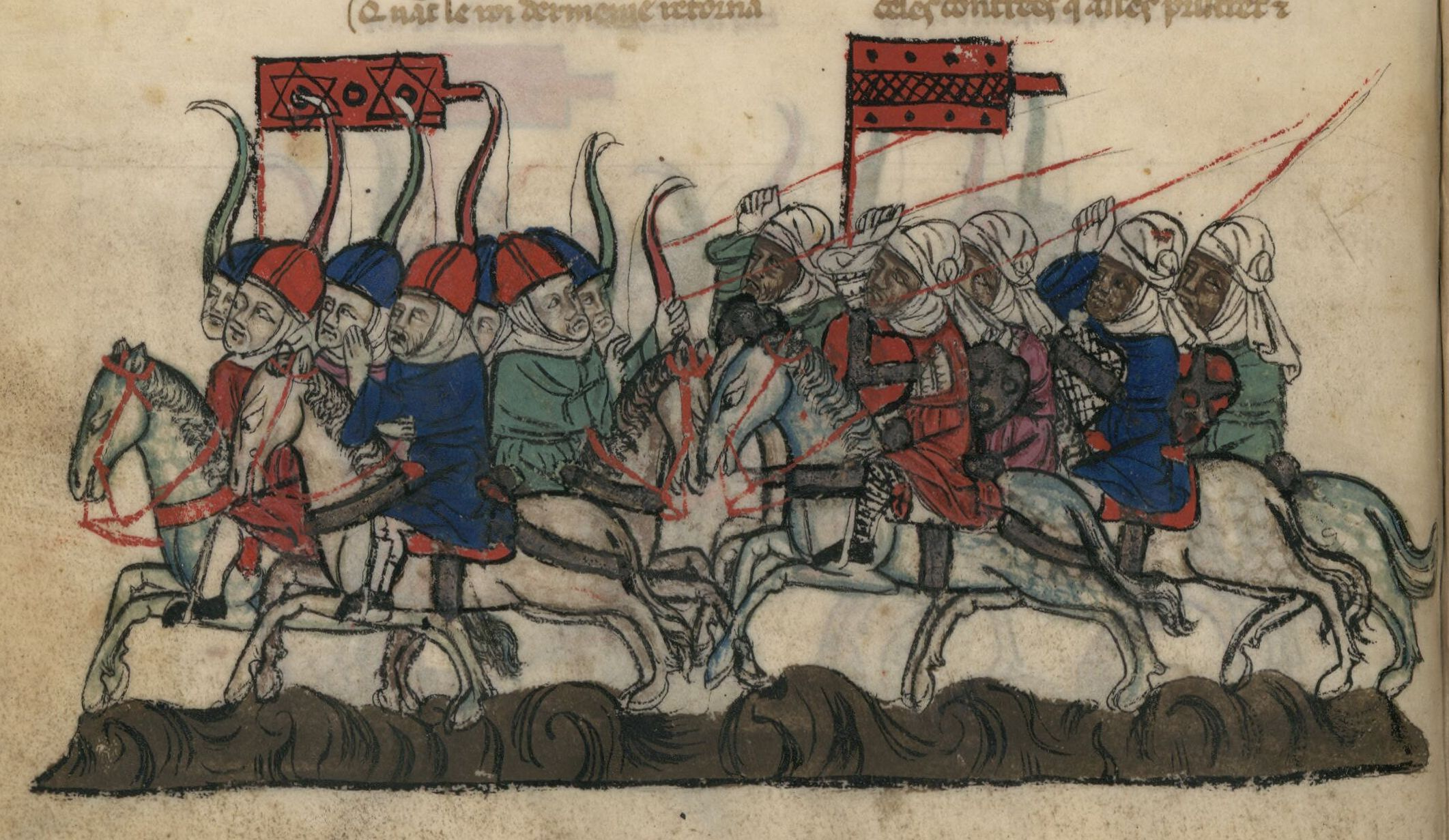
Mongóis e armênios são derrotados pelos mamelucos na Segunda Batalha de Homs em 1281.

Em 1275, o sultão mameluco Baibars invadiu novamente a Cilícia. No ano seguinte, o reino armênio repeliu uma invasão pelos turcomanos e o condestável Sempad, tio de Leão, foi morto em combate.

### Aliança com os mongóis
Em 1281, Leão se juntou aos mongóis em uma invasão à Síria, mas eles foram completamente destruídos na Segunda Batalha de Homs. Forçado a pedir paz, Leão conseguiu, em 1285, uma trégua de dez anos em troca de importantes concessões territoriais em favor dos mamelucos.
Leão morreu em 1289 e foi sucedido por seu filho Hetoum II.

## Descendência

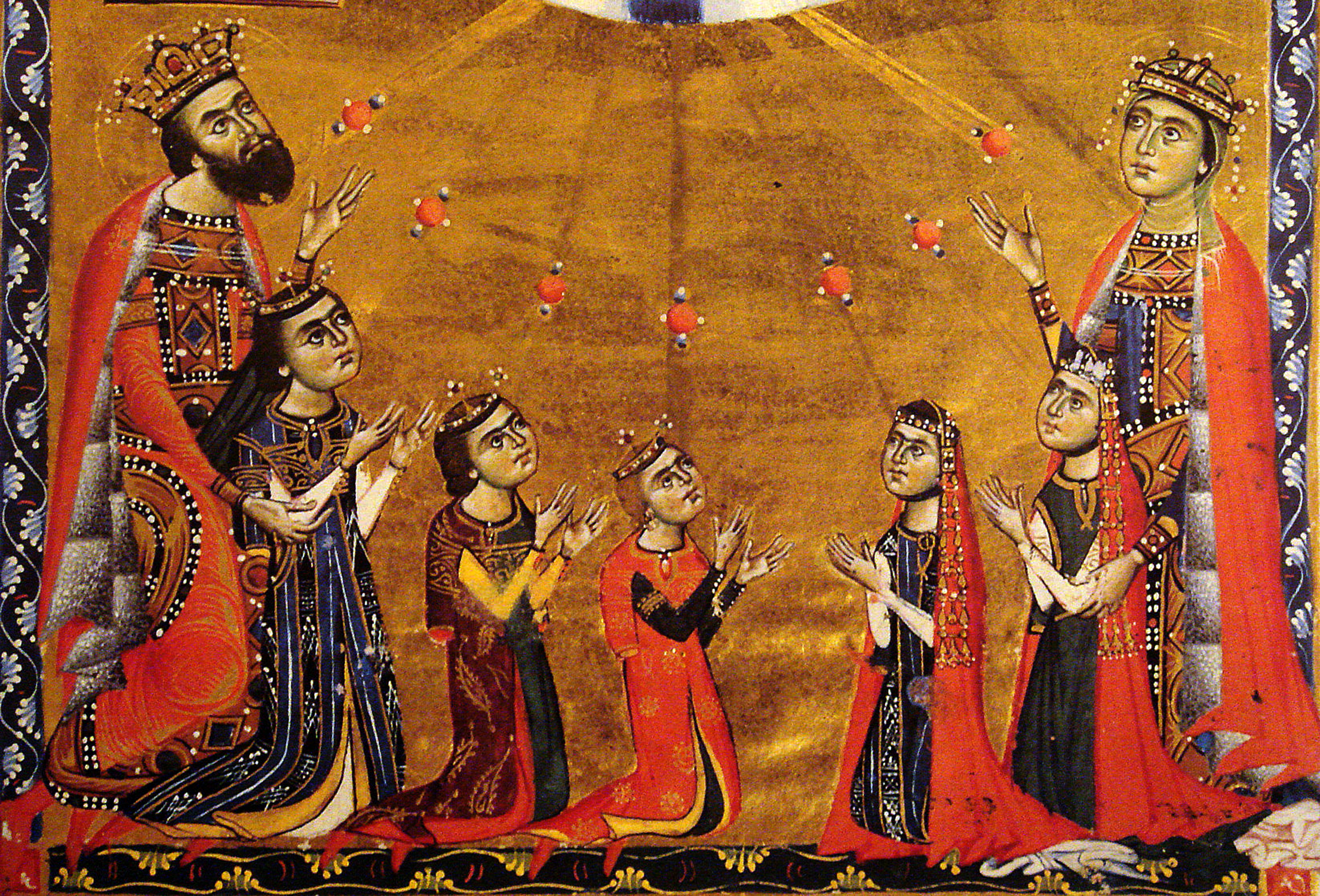
Leão II, a rainha Ana de Lambron e os cinco filhos do casal em 1272.

Durante vinte e um anos de casamento, Leão teve dezesseis filhos com a sua esposa, a rainha Ana de Lambron, dez filhos e seis filhas. Três meninos e três meninas morreram cedo e cinco alcançaram o trono. O mais velho, Hetum II, abdicou depois de quatro anos em favor de seu irmão mais novo Teodoro III, mas foi colocado de volta no trono em 1294. Em 1296, o irmão dos dois, Sempad estrangulou Teodoro e cegou Hetum para chegar ao poder. Ele por sua vez vou derrubado em 1298 pelo caçula, Constantino III da Arménia, que foi substituído por Hetum. Finalmente, ele abdicou em 1305 em favor do filho de Teodoro, Leão IV da Arménia.
- Filho (n. entre 15 de Janeiro de 1262 e 14 de Janeiro de 1263 ) - morreu jovem.
- Constantino (n. Junho de 1265 ) - morreu jovem.
- Eufémia (n. entre Junho de 1266 e 13 de Janeiro de 1267 ) - morreu jovem.
- Hetum II (n. entre 14 de Janeiro de 1266 e 13 de Janeiro de 1267 ) - assassinado a 17 de Novembro de 1307 , foi rei da Arménia por três vezes (1289-1293; 1294-1297; 1299-1307).
- Isabel (n. entre 13 de Janeiro de 1266 e 13 de Janeiro de 1267 ) - morreu antes de 1273 .
- Teodoro III (n. Outubro de 1270 ) - assassinado a 23 de Julho de 1298 , foi rei da Arménia (1293-1298)
- Rúben (n. entre 13 de Janeiro de 1272  e 12 de Janeiro de 1273 ) - morreu jovem.
- Isabel (n. entre 12 de Janeiro de 1273 e 11 de Janeiro de 1274 ) - morreu antes de 1276 .
- Sempad (n. entre 12 de Janeiro de 1276 e 11 de Janeiro de 1277- 1310 ou 1311) , foi rei da Arménia (1297-1299).
- Isabel (n. entre 12 de Janeiro de 1276 e 11 de Janeiro de 1277 - assassinada em Maio de 1323), era gémea de Sempad e casou-se no ano da sua morte com Amalrico de Tiro, filho do rei Hugo III do Chipre.
- Constantino III (n. entre 11 de Janeiro de 1277 e 10 de Janeiro de 1278 - m.depois de 1308), foi rei da Arménia (1299).
- Rita (n. entre 11 de Janeiro de 1278 e 10 de Janeiro de 1279- m. Julho de 1333) e foi renomeada  "Maria"  depois de se casar, em 1294 , com Miguel IX Paleólogo, co-imperador do Império Bizantino com o pai, Andrônico II Paleólogo.
- Teófano (n. entre 11 de Janeiro de 1278 e 10 de Janeiro de 1279- m. 1296) foi renomeada "Teodora" ao ficar noiva. Ela morreu à caminho do casamento com Teodoro, filho de João I Ducas, senhor da Tessália.
- Narses (n. entre 11 de Janeiro de 1279 e 10 de Janeiro de 1280- m. 26 de Maio de 1301) e era um sacerdote.
- Oshin (n. entre 10 de Janeiro de 1283 e 9 de Janeiro de 1284 - assassinado a 20 de Julho de 1320), foi rei da Armênia (1308-1320).
- Alinakh (n. entre 10 de Janeiro de 1283 e 9 de Janeiro de 1284- m. 28 de Agosto de 1310, era gémeo de Oshin. Foi senhor de Lampron e de Tarso.